# Liste von Brunnen in Essen
Die Liste von Brunnen in Essen enthält aktuelle und ehemalige Brunnen und Springbrunnen auf heutigem Essener Stadtgebiet. Sie erhebt keinen Anspruch auf Vollständigkeit.

## Liste
| Bezeichnung                                                         | Lage                                                    | Koordinaten                  | Jahr            | Künstler                         | Beschreibung | Bild                                                       |  |
| ------------------------------------------------------------------- | ------------------------------------------------------- | ---------------------------- | --------------- | -------------------------------- | --- | ---------------------------------------------------------- |  |
| Jahrhundertbrunnen                                                  | Stadtkern, Edmund-Körner-Platz                          | 51° 27′ 22″ N, 7° 0′ 59″ O   | 1907            | Ulfert Janssen                   | Der Grundstein des Brunnens wurde im Jahr 1902 gelegt, anlässlich der Hundertjahrfeier des Übergangs von der Abtissinnenherrschaft zur preußischen Herrschaft in Essen. Im Jahr 1907 wurde der Brunnen fertiggestellt. Seit 1993 steht er unter Denkmalschutz. | Jahrhundertbrunnen                                         |  |
| Brunnen auf dem Burgplatz                                           | Stadtkern, Burgplatz                                    | 51° 27′ 19″ N, 7° 0′ 48″ O   | 2009            |                                  | Der Brunnen besteht aus mehreren über eine breite Treppe gelegte Steinrinnen, deren Wasser in ein eckiges, flach in den Boden eingelassenes Becken am Fuß der Treppe fließt. | Brunnen auf dem Burgplatz                                  |  |
| Brunnen auf dem südlichen Vorplatz des Essener Münsters             | Stadtkern, Burgplatz                                    | 51° 27′ 19″ N, 7° 0′ 48″ O   |                 |                                  | Brunnen am Essener Münster mit mehreren Becken. Er thematisiert die Bistumsgründung aus Teilen der Bistümer Köln, Münster und Paderborn. Neben dem Brunnen befand sich eine lebensgroße Statue des ersten Ruhrbischofs, Kardinal Franz Hengsbach. Die Figur ist mittlerweile (Oktober 2023) entfernt worden. | Brunnen am Essener Münsters                                |  |
| Brunnen im Kreuzgang des Essener Münsters                           | Stadtkern, An St. Quintin                               | 51° 27′ 22″ N, 7° 0′ 49″ O   |                 |                                  | Brunnen im Kreuzgang des Essener Münsters, um die Brunnenschale herum liegen die Gräber der Domkapitulare des Essener Münsters. |                                                            |  |
| Wasserspielplatz Lindenallee                                        | Stadtkern, Kreuzung Kettwiger Straße/Lindenallee        | 51° 27′ 11″ N, 7° 0′ 48″ O   |                 |                                  | Etwa 10 m × 20 m großer Wasserspielplatz, bei dem der Wasserlauf und Wasserfluss durch bewegliche Barrieren reguliert werden kann. | Wasserspiele Kettwiger Straße                              |  |
| Fontänen vor dem Handelshof                                         | Stadtkern, Am Handelshof                                | 51° 27′ 8″ N, 7° 0′ 47″ O    |                 |                                  | Fontänen, die in regelmäßigen Abständen Wasser spritzen. | Springbrunnen vor dem Handelshof                           |  |
| Fontänen vor dem Nordausgang des Hauptbahnhofs                      | Stadtkern, Am Hauptbahnhof                              | 51° 27′ 7″ N, 7° 0′ 48″ O    |                 |                                  | Fontänen, die in regelmäßigen Abständen Wasser spritzen. | Springbrunnen vor dem Nordausgang des Hauptbahnhofs Essen  |  |
| Wasserbecken auf dem Kennedyplatz                                   | Stadtkern, Kennedyplatz                                 | 51° 27′ 23″ N, 7° 0′ 40″ O   |                 |                                  | Von ca. 1965 bis 1988 war an der Nordseite ein quadratisches Wasserbecken mit der Bronzeplastik Große Badende von Georg Kolbe. |                                                            |  |
| Brunnen auf dem Kennedyplatz                                        | Stadtkern, Kennedyplatz                                 | 51° 27′ 23″ N, 7° 0′ 40″ O   | 1988            | Architektengruppe Hardtberg      | Etwa 10 Meter durchmessende Brunnenanlage mit vier Wasserstrahlen, die auf eine zentrale Kugel treffen. | Kennedyplatz, Brunnen vor dem Europahaus                   |  |
| Brunnen auf dem Friedensplatz, vormals Kardinal-Hengsbach-Platz     | Stadtkern, Friedensplatz                                | 51° 27′ 23″ N, 7° 0′ 40″ O   | 1980            |                                  | Der Brunnen entspringt unterhalb der Säule mit dem wachsamen Hähnchen und fließt in einem künstlichen Lauf zum Ostende des Platzes. | Brunnen auf dem Friedensplatz, Photo by Wiki05 2018        |  |
| Steinkugel vor der Geno Bank Essen eG                               | Stadtkern, Am Waldhausenpark                            | 51° 27′ 18″ N, 7° 0′ 38″ O   |                 |                                  | Wassergelagerte große Steinkugel vor dem Gebäude der Geno Bank eG in Essen. | Große Steinkugel vor der Geno Bank Essen                   |  |
| Lichtbogen                                                          | Stadtkern, Fontänengasse                                | 51° 27′ 29″ N, 7° 0′ 47″ O   |                 |                                  | Drei große Bögen aus Plexiglas und Stahl überspannen die Fontänengasse und verbinden so symbolisch den Flachsmarkt mit der Viehofer Straße. An beiden Enden des Bogens befinden sich Brunnenbecken. Der Bogen ist mit Leuchtelementen ausgerüstet. | Lichtbogen, Viehofer Straße                                |  |
| Brunnen auf dem Viehofer Platz                                      | Stadtkern, südliches Ende des Viehofer Platzes          | 51° 27′ 41″ N, 7° 0′ 48″ O   |                 |                                  | Großes Wasserbecken, das aus zwölf Zuläufen gespeist wird. | Brunnen am Viehofer-Platz                                  |  |
| Lesebrunnen                                                         | Stadtkern, Hirschlandplatz                              | 51° 27′ 15″ N, 7° 0′ 40″ O   | 1985            |                                  | Entworfen vom Künstler Reinhard Kleinhans | Brunnen am Hirschlandplatz                                 |  |
| Brunnen auf dem Wiener Platz                                        | Stadtkern, Wiener Platz (heute Hirschlandplatz)         | 51° 27′ 15″ N, 7° 0′ 40″ O   |                 |                                  | Bis 1985 hieß der heutige Hirschlandplatz Wiener Platz. An der Stelle, wo heute der Brunnen steht, war vorher ebenfalls ein Brunnen aus sechseckigen, übereinandergetürmten großen Betonschalen. Wahrscheinlich aus den siebziger Jahren. |                                                            |  |
| Fontäne im Einkaufszentrum Limbecker Platz                          | Stadtkern, Limbecker Platz                              | 51° 27′ 29″ N, 7° 0′ 24″ O   | 2008            |                                  | In Abständen schaltet sich die Fontäne ein. | Fontäne im Limbecker Platz – Rotunde Rom                   |  |
| Brunnen auf dem Rathausvorplatz                                     | Stadtkern, Rathausvorplatz                              | 51° 27′ 29″ N, 7° 1′ 0″ O    | 1979            |                                  | Eine etwa sechs Meter große elliptische steinerne Scheibe, auf deren Oberfläche sich mehrere Fontänen befinden. Das Wasser fließt über die Oberfläche der Scheibe in einen durch Metallgitter abgedeckten Sammler. | Brunnen am Rathaus Essen                                   |  |
| Hügelbrunnen                                                        | Stadtkern, Kreisverkehr Bernestraße, Varnhorststraße    | 51° 27′ 17″ N, 7° 1′ 0″ O    | 1976            | Herbert Braun, Leiter Tiefbauamt | Am 14. August 1976 eingeweiht. Bis etwa 1990 war der Brunnen tagsüber ein- und nachts ausgeschaltet. Die Pflasterung ist noch als Träger von Blumenrabatten erhalten. Aufgrund seiner Form wurde er auch Busenbrunnen genannt. | Ehemaliger Hügelbrunnen im Varnhorstkreisel                |  |
| Springbrunnen an der Hans Böckler Straße                            | Westviertel, Hans Böckler Straße                        | 51° 27′ 20″ N, 6° 59′ 51″ O  |                 |                                  | | Brunnen Hans-Böckler-Straße                                |  |
| Brunnen Hickingstraße                                               | Ostviertel, Hickingstraße Kreuzung Klosterstraße        | 51° 27′ 29″ N, 7° 1′ 7″ O    |                 |                                  | | Brunnen Hickingstraße                                      |  |
| Schwanhildenbrunnen                                                 | Stoppenberg, Essener Straße                             | 51° 28′ 33″ N, 7° 2′ 16″ O   | 1915            | Carl Moritz                      | Am Treppenaufgang vor der Kirche St. Nikolaus steht der Schwanhildenbrunnen, der 1915 nach einem Entwurf von Carl Moritz errichtet wurde. Die Äbtissin Schwanhild steht mit dem Kirchenmodell zwischen dem Kölner Erzbischof Anno II. und seinem Kaplan Heinrich von Essen. | Schwanhildenbrunnen                                        |  |
| Teich und Fontäne im Stadtgarten                                    | Südviertel, Hohenzollernstraße                          | 51° 26′ 37″ N, 7° 0′ 37″ O   |                 |                                  | | Stadtgarten Essen                                          |  |
| Brunnen am RWE-Haus                                                 | Südviertel, Kruppstraße 5                               | 51° 26′ 56″ N, 7° 0′ 32″ O   |                 |                                  | quadratisches Brunnenbecken, einst mit weiblicher Bronzeskulptur in seiner Mitte | Brunnen Kruppstr. 5                                        |  |
| Brunnen vor R12 der Universität Duisburg-Essen                      | Nordviertel, Ecke Gladbecker Straße, Universitätsstraße | 51° 27′ 49″ N, 7° 0′ 35″ O   | 1997            |                                  | Drei miteinander verbundene, kleine Wasserbecken. Der Brunnen ist im Jahr 2023 der Modernisierung und Neugestaltung des Platzes vor R12 zum Opfer gefallen. | Brunnen vor dem Gebäude R12 der Universität Duisburg-Essen |  |
| Wasserbecken vor S05 auf dem Gelände der Universität Duisburg-Essen | Nordviertel, Campus Universität Duisburg-Essen          | 51° 27′ 50″ N, 7° 0′ 17″ O   |                 |                                  | | Wasserbecken, Universität S05                              |  |
| Teich vor T01 auf dem Gelände der Universität Duisburg-Essen        | Nordviertel, Campus Universität Duisburg-Essen          | 51° 27′ 48″ N, 7° 0′ 15″ O   |                 |                                  | Früher war hier ein künstlicher Teich, der ziemlich naturnah gestaltet war. Der Teich wurde im Jahr 2009 zurückgebaut und heute ist hier das Forum. |                                                            |  |
| Große, wassergelagerte Steinkugel an der Gemarkenstraße             | Holsterhausen Gemarkenstraße                            | 51° 26′ 30″ N, 6° 59′ 49″ O  |                 |                                  | Wassergelagerte große Steinkugel | Wassergelagerte Steinkugel Holsterhauser-Straße            |  |
| Marktbrunnen Borbecker Halblang                                     | Borbeck-Mitte, Markt                                    | 51° 28′ 24″ N, 6° 56′ 59″ O  | 1982            | Franz-Josef Kampmann             | Der Marktbrunnen, aus einem sechseckigen Sockel mit Wasserlauf und oben sitzender Bronzestatue bestehend, steht für die Borbecker Halblang in Erinnerung an die Zeiten im 19. Jahrhundert, als es üblich war, Kleidung für Kinder – zum Beispiel kurze Hosen – etwas zu groß zu kaufen, damit sie hineinwachsen konnten. | Marktbrunnen Borbecker Halblang                            |  |
| Brunnen auf dem Germaniaplatz in Borbeck                            | Borbeck-Mitte, Germaniaplatz                            | 51° 28′ 29″ N, 6° 57′ 6″ O   |                 |                                  | Auf dem Germaniaplatz, westlich des Germania-Denkmals gelegener Brunnen. Der aus großen Steinquadern aufgeschichtete Brunnen liegt innerhalb einer kreisrunden Einfassung. |                                                            |  |
| Fontänen am Schloss Borbeck                                         | Borbeck-Mitte, Schloss Borbeck                          | 51° 28′ 10″ N, 6° 56′ 29″ O  |                 |                                  | In dem dem Schloss nordöstlich vorgelagerten Teich sind eine große und drei kleine Fontänen installiert. |                                                            |  |
| Brunnen auf dem Marktplatz Frintrop                                 | Frintrop, Marktplatz                                    | 51° 28′ 53″ N, 6° 54′ 30″ O, |                 |                                  | 1990 bei der Neugestaltung des Marktplatzes angelegt. | Brunnen, Essen-Frintroper Markt                            |  |
| Schatzgräberbrunnen                                                 | Margarethenhöhe, Kleiner Markt                          | 51° 25′ 57″ N, 6° 58′ 37″ O  | 1911/12         | Joseph Enseling                  | Der Schatzgräberbrunnen trägt die Inschrift: Grabt Schätze nicht mit Spaten, sucht sie in edlen Taten.; und bezieht sich damit auf die Stiftung der Margarethe Krupp. | Schatzgräberbrunnen                                        |  |
| Brunnen Hoftag König Ottos des Großen                               | Steele, Im Kirchspiel                                   | 51° 26′ 53″ N, 7° 4′ 30″ O   |                 |                                  | Der Brunnen im Aufgang zur Laurentiuskirche thematisiert mit seinem steinernen Relief den Hoftag König Ottos des Großen im Jahr 938, das bedeutendste frühmittelalterliche Ereignis in Steele. | Brunnen Hoftag König Ottos des Großen                      |  |
| Brunnen der Steeler Bergleute                                       | Steele, Kaiser Otto Platz                               | 51° 26′ 54″ N, 7° 4′ 33″ O   | 1987            | Heide Friede-Kunalzik            | Der Brunnen mit Statuen Steeler Bergleute, Ötte und Willem in einer Waschkaue, erinnert an die Kohlegewinnung im Steeler Umland. | Brunnen am Kaiser-Otto-Platz                               |  |
| Brunnen auf dem Dreiringplatz                                       | Steele, Dreiringplatz                                   | 51° 26′ 48″ N, 7° 4′ 47″ O   |                 |                                  | Eine künstliche Kaskade weist auf den einst hier fließenden Mühlbach hin, der durch die Städteplanung verschwand. | Brunnen Dreiringplatz                                      |  |
| Steeler Wappenbrunnen                                               | Steele, Stadtgarten Steele                              | 51° 26′ 48″ N, 7° 4′ 47″ O   | 1928            | Franz Guntermann                 | Anlässlich des 350-jährigen Jubiläums der Verleihung des Steeler Wappens im Jahre 1928 gestaltete der in der damaligen Stadt Steele geborene Bildhauer Franz Guntermann den Wappenbrunnen. Der steinerne Brunnen stellt zwei Jungen dar, einen als Büchsenmacher mit Gewehr, den anderen in Tracht der Pagen der Essener Fürstäbtissin mit Wappenschild. Auf dem Rechtecksockel steht die Inschrift: 350 Jahre Stadtwappen Steele 22. Februar 1928.                                                            | Wappenbrunnen                                              |  |
| Pelikan-Brunnen an der Heckstraße                                   | Werden, Heckstraße Ecke Haus Fuhr                       | 51° 23′ 21″ N, 7° 0′ 10″ O   | 1910            |                                  | Erbaut von der Evangelischen Kirchengemeinde Werden. Der in einem steinernen Monument sitzende Pelikan füttert seine Jungen, was als frühchristliches Symbol für Schutz und Hingabe gilt. Auf Initiative Werdener Geschäftsleute wurde der Brunnen am 7. September 1997 wieder in Betrieb genommen. | Pelikan-Brunnen                                            |  |
| Ludgerusbrunnen in Werden                                           | Werden, Werdener Markt                                  | 51° 23′ 18″ N, 7° 0′ 11″ O   | 1978            | Ernst Rasche (Skulptur)          | Der Brunnen wurde auf Initiative des Arbeitskreises St. Ludgerus aufgestellt. Im Zentrum des spiralförmigen Brunnens steht eine Bronze-Skulptur des Stadtgründers St. Ludgerus auf einer 3,90 Meter hohen Basaltsäule. | Ludgerusbrunnen                                            |  |
| Brunnen hinter der Folkwang Hochschule und Ludgerus-Basilika        | Werden, Brückstraße                                     | 51° 23′ 16″ N, 7° 0′ 20″ O   | ?               |                                  | Der Brunnen geht auf den Wunsch des Ehrenvorsitzenden des Werdener Bürger- und Heimatvereins, Werner Breil, zurück, der sich zu seinem achtzigsten Geburtstag Spenden für einen Brunnen wünschte. | Brunnen hinter Folkwang                                    |  |
| Märchenbrunnen „Das tapfere Schneiderlein“                          | Kettwig, Hauptstraße Ecke Schulstraße                   | 51° 21′ 47″ N, 6° 56′ 19″ O  | 2008            | Carl Emanuel Wolff               | Märchenbrunnen mit Wildschwein in Kettwig. Zusammen mit dem Tapferen Schneiderlein auf dem Pfahl nebenan die 12. Skulptur im Kettwiger Skulpturenpark. | Märchenbrunnen                                             |  |
| Ehemaliger Brunnen                                                  | Kettwig, Ruhrstraße                                     | 51° 21′ 51″ N, 6° 56′ 9″ O   | 18. Jahrhundert |                                  | runder Brunnenschacht aus Ruhrsandstein mit vier ausgehöhlten Baumstämmen als Wasserleitung, seit 1994 Bodendenkmal |                                                            |  |
| Weberbrunnen                                                        | Kettwig, Tuchmacherplatz                                | 51° 21′ 45″ N, 6° 56′ 15″ O  | 1992            | Wolfgang Liesen                  | Die Skulptur aus Stahl und Sandstein erinnert an die Webertradition in Kettwig vom 15. Jahrhundert bis zum Jahr 1975. Wolfgang Liesen gestaltete den Brunnen aus Bronze in Form eines Webstuhls, das herabfließende Wasser stellt die Kettfäden dar. | Weberbrunnen Tuchmacherplatz                               |  |
| Kaiser-Wilhelm-Gedächtnis-Brunnen                                   | Kupferdreh, Kupferdreher Markt                          | 51° 23′ 27″ N, 7° 4′ 55″ O   | 1913            |                                  | Der Kaiser-Wilhelm-Gedächtnis-Brunnen auf dem Kupferdreher Markt bestand bis etwa 1965. |                                                            |  |
| Brunnen auf dem Kupferdreher Markt                                  | Kupferdreh, Kupferdreher Markt                          | 51° 23′ 27″ N, 7° 4′ 55″ O   |                 |                                  | Der Brunnen, der zur Zeit der Neuanlage des Platzes aufgestellt wurde, symbolisiert einen trinkenden Bären, jedoch ohne örtlichen Bezug. | Essen-Kupferdreh Marktplatz                                |  |
| Fontäne am Grugapark-Haupteingang                                   | Rüttenscheid, Messeplatz                                | 51° 25′ 50″ N, 6° 59′ 45″ O  |                 |                                  | Wasserfontäne am Haupteingang zum Grugapark | Wasserfontäne, Gruga-Haupteingang                          |  |
| Brunnen von Herbert Lungwitz                                        | Rüttenscheid, Grugapark                                 | 51° 25′ 44″ N, 6° 59′ 8″ O   | 1960            | Herbert Lungwitz                 | mehrstöckige runde Wasserschalen aus verchromtem Stahl | Brunnen von Herbert Lungwitz                               |  |
| Künstlicher Wasserfall im Grugapark                                 | Rüttenscheid, Alpinum im Grugapark                      | 51° 25′ 49″ N, 6° 59′ 15″ O  |                 |                                  | Künstlicher Wasserfall in der Gruga der über mehrere Stufen rund zehn Meter Höhenunterschied hat. | Künstlicher Wasserfall Grugapark                           |  |
| Brunnen am Grugaplatz                                               | Rüttenscheid, Grugaplatz                                | 51° 25′ 50″ N, 7° 0′ 7″ O    |                 |                                  | Brunnen mit kleinen Fontänen vor dem Bürokomplex am Grugaplatz. | Brunnen mit kleinen Fontänen am Grugaplatz Essen           |  |
| Marktbrunnen                                                        | Rüttenscheid, Rüttenscheider Platz                      | 51° 26′ 16″ N, 7° 0′ 8″ O    | 1955            |                                  | geschaffen von Adolf Wamper, unter Denkmalschutz; dieser Brunnen ersetzt den im Zweiten Weltkrieg zerstörten Florabrunnen, der von Georg Metzendorf entworfen wurde. | Marktbrunnen Rüttenscheid                                  |  |
| Florabrunnen                                                        | Rüttenscheid, Rüttenscheider Platz                      | 51° 26′ 16″ N, 7° 0′ 28″ O   | 1906            |                                  | entworfen von Georg Metzendorf, im Zweiten Weltkrieg zerstört | Florabrunnen Rüttenscheid                                  |  |
| Fontäne im Niederfeldsee                                            | Altendorf, Niederfeldsee                                | 51° 27′ 59″ N, 6° 58′ 32″ O  | 2014            |                                  | Im August 2014 wurde der künstlich angelegte Niederfeldsee fertiggestellt, der auch eine Wasserfontäne erhalten hat. | Fontäne Niederfeldsee                                      |  |
| Jugendstilbrunnen am Frohnhauser Platz                              | Frohnhausen, Frohnhauser Platz                          | 51° 26′ 47″ N, 6° 58′ 37″ O  | um 1912         |                                  | Jugendstilbrunnen am Marktplatz in Frohnhausen | Essen-Frohnhausen, Jugendstilbrunnen am Frohnhauser Markt  |  |
| Gänsereiterbrunnen                                                  | Frohnhausen, an der Apostelkirche                       | 51° 26′ 46″ N, 6° 58′ 27″ O  | 1913            | Ewald Wachenfeld                 | Brunnen in Frohnhausen an der Apostelkirche, 1994 unter Denkmalschutz gestellt | Gänsereiterbrunnen                                         |  |
| Jugendstilbrunnen im Luisenhof                                      | Frohnhausen, Siedlung Luisenhof                         | 51° 26′ 47″ N, 6° 58′ 50″ O  | 1910/1912       |                                  | Jugendstilbrunnen in Frohnhausen in der Siedlung Luisenhof, noch vorhanden, jedoch ohne Wasserlauf | Brunnen im Luisenhof                                       |  |
| Fontäne im Kaiser-Wilhelm-Park                                      | Altenessen, Kaiser-Wilhelm-Park                         | 51° 29′ 22″ N, 7° 0′ 45″ O   |                 |                                  | Fontäne im Teich des Kaiser-Wilhelm-Parks | Fontäne im Kaiser-Wilhelm-Park                             |  |
| Kaiserbrunnen im Kaiser-Wilhelm-Park                                | Altenessen, Kaiser-Wilhelm-Park                         | 51° 29′ 23″ N, 7° 0′ 49″ O   | 1904            | Emil Cauer                       | Der Brunnenbau wurde bereits 1899 beschlossen und mithilfe von Bürgerspenden von 22.000 Mark finanziert. Der Entwurf für das Denkmal stammt vom Berliner Bildhauer Emil Cauer. Auf einem roten Felsen stehen ein Bergmann und ein Hüttenarbeiter als Vertreter der für das damalige Altenessen wichtigsten Berufsgruppen. Das an der Stirnseite angebrachte Bronzerelief Kaiser Wilhelms I. umrahmt von einem Lorbeerkranz, ist nicht mehr vorhanden. Auch das eigentliche Brunnenbecken existiert nicht mehr. | Kaiserbrunnen im Kaiser-Wilhelm-Park                       |  |
| Brunnen am Elisabeth-Krankenhaus                                    | Huttrop, Klara-Kopp-Weg                                 | 51° 26′ 44″ N, 7° 1′ 55″ O   | 2003            |                                  | Mit dem Bau des neuen Haupteingangsbereiches im Jahr 2003 am Klara-Kopp-Weg wurde vor dem Eingang ein nahezu quadratisches Brunnenbecken errichtet, in dessen Mitte sich eine kleine Statue der Hl. Elisabeth, der Patronin der Ordensgemeinschaft der Barmherzigen Schwestern von der hl. Elisabeth, befindet. | Brunnen am Elisabeth-Krankenhauszentriert                  |  |